# 新年歌
新年歌，又稱賀年歌、賀歲歌，是在新年期间播放的一种歌曲，歌曲内容描述新年时的景象。
新年歌會有新年期間广播电台、电视台和购物商场播放，有些广播电台和电视台也会制作新的新年歌。

## 华语贺年歌曲列表
下列是华人地区被广泛使用的贺年歌曲列表：
| 歌曲名称                   | 歌词选段                                                          | 曲                       | 词                                               | 原唱       | 收录专辑（备注）           |
| -------------------------- | ----------------------------------------------------------------- | ------------------------ | ------------------------------------------------ | ---------- | -------------------------- |
| 《恭喜恭喜》（1946）       | “每条大街小巷 每个人的嘴里 见面第一句话 就是恭喜恭喜”             | 陈歌辛                   | 陈歌辛                                           | 姚敏、姚莉 | 最初是为了庆祝抗战胜利而作 |
| 《贺新年》（1948）         | “贺新年 祝新年 新年啊 年连年”                                     | 李厚襄                   | 严折西                                           | 张帆       |                            |
| 《拜大年》（1950）         | “拜大年 过了一个大年头一天 我与我那莲花儿妹妹去拜年”              | 陈歌辛                   | 陈歌辛                                           | 白光       | 原题为《向王小二拜年》     |
| 《迎春花》（1951）         | “正月里来迎春花儿开 迎春花开人人爱”                               | 姚敏                     | 梅翁                                             | 張露       |                            |
| 《拜年》（1956）           | “正月初一头一天 家家户户过新年 大街小巷悬灯彩 炮竹响连天”         | 借调严华作曲的《新对花》 | 金泉                                             | 林黛、严俊 |                            |
| 《春风吻上我的脸》（1956） | “春风它吻上了我的脸 告诉我现在是春天”                             | 陈蝶衣                   | 狄薏（即陈蝶衣）                                 | 姚莉       |                            |
| 《恭喜发财》（1957）       | “恭喜呀恭喜 发呀发大财 好运当头 坏运呀永离开”                     | 姚敏                     | 李隽青                                           | 葛兰       | 电影《酒色财气》插曲       |
| 《財神到》（1981）         | “財神到 財神到 財神到我家大門口 迎財神 接財神 把財神接到我家理頭” | 黃仁清                   | 黃仁清                                           | 刘文正     |                            |
| 《欢乐中国年》（1998）     | “恭喜恭喜中国年 五谷丰登笑开颜 恭喜恭喜中国年 歌声万里连成片”     | 卞留念                   | 张俊以                                           | 孙悦       |                            |
| 《发财发福中国年》（2001） | “财神来敲我家门 娃娃来点灯 新夜红包加鞭炮声 多财又多福”           | Charchai Cahbemnej       | 许常德、Pailin Rattamsaengsatien、陈冠桦（娃娃） | 中国娃娃   | 《贺岁喔!喔!喔》           |
| 《恭喜发财》（2005）       | “我恭喜你发财 我恭喜你精彩 最好的请过来 不好的请走开 礼多人不怪”  | 陈德健                   | 刘德华、李安修                                   | 劉德華     | 《继续谈情》               |

## 粤语贺年歌曲列表
下列是粤语地区被广泛使用的贺年歌曲列表：
| 歌曲名称       | 曲                                                                | 词             | 原唱           | 收录专辑                     |
| -------------- | ----------------------------------------------------------------- | -------------- | -------------- | ---------------------------- |
| 《大家恭喜》   | 改编自粤曲《渔歌晚唱》                                            |                | 文千岁、李宝莹 | 《大家恭喜》（1973年）       |
| 《恭喜你》     |                                                                   | 庞秋华         | 文千岁、李宝莹 | 《大家恭喜》（1973年）       |
| 《祝新岁》     | 《拜年》粤语版                                                    |                | 丽莎           | 《今年发大财》（1975年）     |
| 《迎春花》     | 关圣佑                                                            | 关圣佑         | 汪明荃、郑少秋 | 《欢乐年年》（1977年）       |
| 《新春颂献》   | 改编自刘明源于1958年创作的经典传统民乐《喜洋洋》                  |                | 汪明荃、郑少秋 | 《欢乐年年》（1977年）       |
| 《欢乐年年》   | 关圣佑、江南                                                      | 关圣佑、江南   | 汪明荃、郑少秋 | 《欢乐年年》（1977年）       |
| 《齐齐贺下你》 | 改编自美国作曲家史蒂芬·福斯特于1847年所编写乡村音乐《哦，苏珊娜》 | 史蒂芬·福斯特  | 廖小璇         | 《福星拱照》（1978年）       |
| 《财神到》     | 许冠杰                                                            | 许冠杰、黎彼得 | 許冠傑         | 《财神到》（1978年）         |
| 《祝福你》     | 顧嘉煇                                                            | 黃霑           | 甄妮           | 《祝福你》（1980年）         |
| 《你最红》     | 伍乐城                                                            | 黃偉文         | Twins          | 《Happy Together》（2002年） |

## 马来西亚新年歌發展
马来西亚自獨立後早期商業唱片推廣，加上台灣歌手林淑容、李茂山和龙飘飘等人賀歲專輯流傳下，使賀歲曲在大馬普及化，以致20世紀末開始衍生許多當地的賀歲團體及歌手。當時如八大巨星、南方群星等團體在活躍期時幾乎每年會發行一張專輯，而主打歌謠或流行曲的四千金、四個女生、巧千金等團體亦走賀歲風。無論老少及其團體皆參與下，令賀歲歌在當地百花爭艷。
其中八大巨星參與者鄧智彰為Astro电台在2008年开始出版新年歌，带动马来西亚的电视台都开始自行编制新年歌曲。现在马来西亚Astro电台、首要媒体（主要由八度空间与eight FM）和988电台皆已发布超过10年的新年专辑。
下列是馬來西亞地区被广泛使用的贺年歌曲列表
團體合唱：
| 年份 | 生肖 | 專輯藝人                            | 專輯名稱                                              | 发行公司                                                                                         |
| ---- | ---- | ----------------------------------- | ----------------------------------------------------- | ------------------------------------------------------------------------------------------------ |
| 1997 | 牛   | 四千金                              | 《1st Chinese New Year 贺岁专辑》                     | 雅歌企业                                                                                         |
| 1998 | 虎   | 四千金                              | 《2nd Chinese New Year 贺岁专辑》                     | 雅歌企业                                                                                         |
| 1999 | 兔   | 四千金                              | 《威龙扬舞耀京城》                                    | 威扬娱乐有限公司 / 威扬集团 / 普天影碟机构有限公司 / 台湾海丽集团有限公司 / 广东咏声唱片有限公司 |
| 1999 | 兔   | 八大巨星                            | 《京城喜迎春》                                        | 威扬娱乐有限公司 / 威扬集团 / 普天影碟机构有限公司 / 台湾海丽集团有限公司 / 广东咏声唱片有限公司 |
| 2000 | 龍   | 四千金                              | 《龙年多可爱》                                        | 威扬娱乐有限公司 / 威扬集团 / 普天影碟机构有限公司 / 台湾海丽集团有限公司 / 广东咏声唱片有限公司 |
| 2000 | 龍   | 八大巨星                            | 《欢庆千禧年》                                        | 威扬娱乐有限公司 / 威扬集团 / 普天影碟机构有限公司 / 台湾海丽集团有限公司 / 广东咏声唱片有限公司 |
| 2001 | 蛇   | 四千金                              | 《金蛇狅舞齐拜年》                                    | 威扬娱乐有限公司 / 威扬集团 / 普天影碟机构有限公司 / 台湾海丽集团有限公司 / 广东咏声唱片有限公司 |
| 2001 | 蛇   | 八大巨星                            | 《接财神》                                            | 威扬娱乐有限公司 / 威扬集团 / 普天影碟机构有限公司 / 台湾海丽集团有限公司 / 广东咏声唱片有限公司 |
| 2001 | 蛇   | M-Girls 四個女生                    | 《開心迎接豐收年》                                    | 威扬娱乐有限公司 / 威扬集团 / 普天影碟机构有限公司 / 台湾海丽集团有限公司 / 广东咏声唱片有限公司 |
| 2002 | 馬   | 四千金                              | 《马到功成庆丰年》                                    | 威扬娱乐有限公司 / 威扬集团 / 普天影碟机构有限公司 / 台湾海丽集团有限公司 / 广东咏声唱片有限公司 |
| 2002 | 馬   | 八大巨星                            | 《金装八大巨星【星光闪耀贺新春】》 《百万巨星大赚钱》 | 威扬娱乐有限公司 / 威扬集团 / 普天影碟机构有限公司 / 台湾海丽集团有限公司 / 广东咏声唱片有限公司 |
| 2002 | 馬   | M-Girls 四個女生                    | 《飛躍新年》                                          | 威扬娱乐有限公司 / 威扬集团 / 普天影碟机构有限公司 / 台湾海丽集团有限公司 / 广东咏声唱片有限公司 |
| 2003 | 羊   | 四千金                              | 《年年豐收好/肥羊肥年》                               | 威扬娱乐有限公司 / 威扬集团 / 普天影碟机构有限公司 / 台湾海丽集团有限公司 / 广东咏声唱片有限公司 |
| 2003 | 羊   | 八大巨星                            | 《霸气如虹迎新年》                                    | 威扬娱乐有限公司 / 威扬集团 / 普天影碟机构有限公司 / 台湾海丽集团有限公司 / 广东咏声唱片有限公司 |
| 2003 | 羊   | M-Girls 四個女生                    | 《新年 YEAH!》                                        | 威扬娱乐有限公司 / 威扬集团 / 普天影碟机构有限公司 / 台湾海丽集团有限公司 / 广东咏声唱片有限公司 |
| 2004 | 猴   | 四千金                              | 《春风催花开》                                        | 威扬娱乐有限公司 / 威扬集团 / 普天影碟机构有限公司 / 台湾海丽集团有限公司 / 广东咏声唱片有限公司 |
| 2004 | 猴   | M-Girls 四個女生                    | 《春风催花开》                                        | 威扬娱乐有限公司 / 威扬集团 / 普天影碟机构有限公司 / 台湾海丽集团有限公司 / 广东咏声唱片有限公司 |
| 2004 | 猴   | 八大巨星                            | 《大胜年／九寨沟的春天》                              | 威扬娱乐有限公司 / 威扬集团 / 普天影碟机构有限公司 / 台湾海丽集团有限公司 / 广东咏声唱片有限公司 |
| 2005 | 雞   | 四千金                              | 《不要你的紅包》                                      | 威扬娱乐有限公司 / 威扬集团 / 普天影碟机构有限公司 / 台湾海丽集团有限公司 / 广东咏声唱片有限公司 |
| 2005 | 雞   | 八大巨星                            | 《气势如虹》                                          | 威扬娱乐有限公司 / 威扬集团 / 普天影碟机构有限公司 / 台湾海丽集团有限公司 / 广东咏声唱片有限公司 |
| 2005 | 雞   | M-Girls 四個女生                    | 《開心年》                                            | 威扬娱乐有限公司 / 威扬集团 / 普天影碟机构有限公司 / 台湾海丽集团有限公司 / 广东咏声唱片有限公司 |
| 2006 | 狗   | 四千金                              | 《同歡共樂》                                          | 威扬娱乐有限公司 / 威扬集团 / 普天影碟机构有限公司 / 台湾海丽集团有限公司 / 广东咏声唱片有限公司 |
| 2006 | 狗   | M-Girls 四個女生                    | 《同歡共樂》                                          | 威扬娱乐有限公司 / 威扬集团 / 普天影碟机构有限公司 / 台湾海丽集团有限公司 / 广东咏声唱片有限公司 |
| 2006 | 狗   | 八大巨星                            | 《万鼓齐鸣庆丰年》(馬來西亞版本)                      | 威扬娱乐有限公司 / 威扬集团 / 普天影碟机构有限公司 / 台湾海丽集团有限公司 / 广东咏声唱片有限公司 |
| 2006 | 狗   | 八大巨星                            | 《大串联 恭喜发财》(中国大陆版本)                     | 威扬娱乐有限公司 / 威扬集团 / 普天影碟机构有限公司 / 台湾海丽集团有限公司 / 广东咏声唱片有限公司 |
| 2006 | 狗   | 巧千金                              | 《送你一个大年糕》                                    | 威扬娱乐有限公司 / 威扬集团 / 普天影碟机构有限公司 / 台湾海丽集团有限公司 / 广东咏声唱片有限公司 |
| 2007 | 豬   | 四千金                              | 《世外桃源》                                          | 威扬娱乐有限公司 / 威扬集团 / 普天影碟机构有限公司 / 台湾海丽集团有限公司 / 广东咏声唱片有限公司 |
| 2007 | 豬   | M-Girls 四個女生                    | 《世外桃源》                                          | 威扬娱乐有限公司 / 威扬集团 / 普天影碟机构有限公司 / 台湾海丽集团有限公司 / 广东咏声唱片有限公司 |
| 2007 | 豬   | 八大巨星 ft. M-Girls 四個女生       | 《好日子》                                            | 威扬娱乐有限公司 / 威扬集团 / 普天影碟机构有限公司 / 台湾海丽集团有限公司 / 广东咏声唱片有限公司 |
| 2007 | 豬   | 巧千金                              | 《财神娃娃》                                          | 威扬娱乐有限公司 / 威扬集团 / 普天影碟机构有限公司 / 台湾海丽集团有限公司 / 广东咏声唱片有限公司 |
| 2008 | 鼠   | 四千金                              | 《喜年一开财富来 + 飞跃新年》                         | 威扬娱乐有限公司 / 威扬集团 / 普天影碟机构有限公司 / 台湾海丽集团有限公司 / 广东咏声唱片有限公司 |
| 2008 | 鼠   | 八大巨星                            | 《百福临门满人间》                                    | 威扬娱乐有限公司 / 威扬集团 / 普天影碟机构有限公司 / 台湾海丽集团有限公司 / 广东咏声唱片有限公司 |
| 2008 | 鼠   | M-Girls 四個女生                    | 《福祿壽星拱照／花仙子》                              | 威扬娱乐有限公司 / 威扬集团 / 普天影碟机构有限公司 / 台湾海丽集团有限公司 / 广东咏声唱片有限公司 |
| 2008 | 鼠   | 巧千金                              | 《福娃娃／灵鼠HAPPY年》                               | 威扬娱乐有限公司 / 威扬集团 / 普天影碟机构有限公司 / 台湾海丽集团有限公司 / 广东咏声唱片有限公司 |
| 2008 | 鼠   | MyFM + MyAstro                      | My Astro 快乐到鼠大团圆                               | 威扬娱乐有限公司 / 威扬集团 / 普天影碟机构有限公司 / 台湾海丽集团有限公司 / 广东咏声唱片有限公司 |
| 2008 | 鼠   | 八度空间                            | 8面威风全星颂 2008                                    | Monkey Bone、EMI 百代唱片                                                                        |
| 2009 | 牛   | 八大巨星                            | 《王中之王》                                          | 星乐娱乐集团，威扬集团有限公司                                                                   |
| 2009 | 牛   | M-Girls 四個女生                    | 《桃花開了》                                          | 星乐娱乐集团，威扬集团有限公司                                                                   |
| 2009 | 牛   | 巧千金                              | 《小金牛贺年》                                        | 星乐娱乐集团，威扬集团有限公司                                                                   |
| 2009 | 牛   | MyFM + MyAstro                      | My Astro 牛转乾坤庆团圆                               | 星乐娱乐集团，威扬集团有限公司                                                                   |
| 2009 | 牛   | 八度空间                            | 8面威风全星颂 2009                                    | PMP环宇娱乐                                                                                      |
| 2009 | 牛   | 988                                 | 金牛报喜过好年                                        | 天龙国际娱乐                                                                                     |
| 2010 | 虎   | M-Girls 四個女生                    | 《金玉滿堂》                                          | 星乐娱乐集团，威扬集团有限公司                                                                   |
| 2010 | 虎   | MyFM + MyAstro + Melody             | My Astro 舞虎扬威大日子                               | 星乐娱乐集团，威扬集团有限公司                                                                   |
| 2010 | 虎   | 巧千金                              | 《小福星》                                            | 星乐娱乐集团，威扬集团有限公司                                                                   |
| 2010 | 虎   | 988                                 | 虎甲天下过好年                                        | 天龙国际娱乐/多媒体娱乐                                                                          |
| 2010 | 虎   | 八度空间                            | 8面威风全星颂 2010                                    | PMP环宇娱乐                                                                                      |
| 2010 | 虎   | NTV7、One FM                        | 氣勢萬千威虎年                                        | 橘子音樂、天龍國際娛樂、多媒體娛樂                                                               |
| 2011 | 兔   | 八大巨星                            | 《万紫千红迎新岁》                                    | 星乐娱乐集团                                                                                     |
| 2011 | 兔   | 巧千金                              | 《福到人间》                                          | 星乐娱乐集团                                                                                     |
| 2011 | 兔   | MyFM + MyAstro + MELODY             | My Astro 天天好天好福气                               | 星乐娱乐集团                                                                                     |
| 2011 | 兔   | 988                                 | 兔气扬眉过好年                                        | 天龙国际娱乐                                                                                     |
| 2011 | 兔   | 八度空间、NTV7、One FM              | 阖家团圆一起发                                        | PMP環宇娛樂                                                                                      |
| 2012 | 龍   | MyFM + MyAstro + Melody             | My Astro 开心乐龙龙                                   | Astro， HiT娱乐                                                                                  |
| 2012 | 龍   | 巧千金                              | 《新年乐满贯》                                        | 星乐娱乐集团                                                                                     |
| 2012 | 龍   | 八度空間、NTV7、One FM              | 闔家團圓一起發2012                                    | PMP環宇娛樂                                                                                      |
| 2013 | 蛇   | 八大巨星                            | 《新春獻黃金》                                        | Robin Production House，PMP 环宇娱乐                                                             |
| 2013 | 蛇   | 四千金                              | 《新春獻黃金》                                        | Robin Production House，PMP 环宇娱乐                                                             |
| 2013 | 蛇   | M-Girls 四個女生                    | 《團聚》                                              | Robin Production House，PMP 环宇娱乐                                                             |
| 2013 | 蛇   | 巧千金                              | 《醒狮来问好》                                        | 星乐娱乐集团                                                                                     |
| 2013 | 蛇   | MyFM + MyAstro + MELODY             | My Astro 全民贺岁 Ulala                               | Astro， HiT娛樂                                                                                  |
| 2014 | 馬   | M-Girls 四個女生                    | 《真歡喜》                                            | 星乐娱乐集团，PMP 环宇娱乐                                                                       |
| 2014 | 馬   | 巧千金                              | 《招财进宝》                                          | 星乐娱乐集团，PMP 环宇娱乐                                                                       |
| 2014 | 馬   | MyFM + MyAstro + MELODY             | My Astro 马力全开庆丰年 一路有你梦飞扬                | Astro， HiT娛樂                                                                                  |
| 2015 | 羊   | M-Girls 四個女生                    | 《新春佳期》                                          | 星乐娱乐集团，PMP 环宇娱乐                                                                       |
| 2015 | 羊   | 巧千金                              | 《新春十分嘉年华》                                    | 星乐娱乐集团，PMP 环宇娱乐                                                                       |
| 2015 | 羊   | MyFM + MyAstro + MELODY             | My Astro 嘻嘻哈哈喜洋洋                               | Astro， HiT娛樂                                                                                  |
| 2015 | 羊   | 八度空間、NTV7、One FM              | 樣樣都好 Very Goat                                    | CD RAMA、GSB SUMMIT CD                                                                           |
| 2016 | 猴   | M-Girls 四個女生                    | 《年来了》                                            | 星乐娱乐集团，PMP 环宇娱乐                                                                       |
| 2016 | 猴   | 巧千金                              | 《迎新送旧》                                          | 星乐娱乐集团，PMP 环宇娱乐                                                                       |
| 2016 | 猴   | MyFM + MyAstro + MELODY             | My Astro 猴爷大盛年                                   | Astro， HiT娛樂                                                                                  |
| 2016 | 猴   | 八度空間、NTV7、One FM              | 满吉 Go Lucky                                         | CD RAMA、GSB SUMMIT CD                                                                           |
| 2017 | 雞   | M-Girls 四個女生                    | 《过年要红红》                                        | 星乐娱乐集团，PMP 环宇娱乐                                                                       |
| 2017 | 雞   | 巧千金                              | 《春风得意》                                          | 星乐娱乐集团，PMP 环宇娱乐                                                                       |
| 2017 | 雞   | MyFM + MyAstro + MELODY             | My Astro 人人有转机                                   | Astro， HiT娛樂                                                                                  |
| 2017 | 雞   | 八度空間、NTV7、One FM              | 一起发过肥年                                          | CD RAMA、GSB SUMMIT CD                                                                           |
| 2018 | 狗   | 巧千金                              | 《满满丰盛》                                          | 星乐娱乐集团，PMP 环宇娱乐                                                                       |
| 2018 | 狗   | MyFM + MyAstro + MELODY             | 活出自己 快乐 Whoopee                                 | Astro， HiT娛樂                                                                                  |
| 2018 | 狗   | 八度空間、NTV7                      | GOGO 旺得福                                           | CD RAMA、GSB SUMMIT CD                                                                           |
| 2019 | 豬   | MyFM + MyAstro + MELODY             | 万象更新 勇气棒嘟嘟                                   | Astro， HiT娛樂                                                                                  |
| 2019 | 豬   | 八度空間                            | 诸事大吉颂 Happy                                      | CD RAMA、GSB SUMMIT CD                                                                           |
| 2020 | 鼠   | MyFM + MyAstro + MELODY             | 迎新来 Say Cheese 好运鼠于你                          | Astro， HiT娛樂                                                                                  |
| 2020 | 鼠   | 八度空間、NTV7                      | 鼠来宝 笑笑力量大                                     | CD RAMA、GSB SUMMIT CD                                                                           |
| 2020 | 鼠   | 八大巨星                            | 《八面威風》                                          | Milk 6 Production，PMP 环宇娱乐，Venus Group International 维纳斯集团                            |
| 2021 | 牛   | MyFM + MyAstro + MELODY             | 心连心希望 元气满满Moo Moo哒                          | Astro， HiT娛樂                                                                                  |
| 2021 | 牛   | 八度空間、One FM、WowShop           | 牛来运转 满利满力 Home                                | CD RAMA、GSB SUMMIT CD                                                                           |
| 2022 | 虎   | MyFM + MyAstro + MELODY             | 虎助虎爱 Yoohoo向前走                                 | Astro， HiT娛樂                                                                                  |
| 2022 | 虎   | 八度空間、8FM、WowShop              | 虎助虎愛 Yoohoo向前走                                 | CD RAMA、GSB SUMMIT CD                                                                           |
| 2023 | 兔   | MyFM + MyAstro + MELODY             | 一跃前进旺兔GOLD！                                    | Astro， HiT娛樂                                                                                  |
| 2023 | 兔   | 八度空間、8FM、Tonton、WowShop      | 活力滿分 Love You兔                                   | CD RAMA、GSB SUMMIT CD                                                                           |
| 2024 | 龍   | MyFM + MyAstro + MELODY             | 开心龙龙Way                                           | Astro， HiT娛樂                                                                                  |
| 2024 | 龍   | 八度空間、Eight FM、Tonton、WowShop | 好运来靠拢Happy龙龙Time                               | CD RAMA、GSB SUMMIT CD                                                                           |
| 2025 | 蛇   | MyFM + MyAstro + MELODY             | 喜乐乐SHARE丰年                                       | Astro， HiT娛樂                                                                                  |
| 2025 | 蛇   | 八度空間、Eight FM、Tonton、WowShop | 蛇全蛇美                                              | CD RAMA、GSB SUMMIT CD                                                                           |
| 2026 | 馬   | Coming Soon                         | Coming Soon                                           | Coming Soon                                                                                      |

| 年份 | 生肖 | 專輯藝人       | 專輯名稱                  | 发行公司     |
| ---- | ---- | -------------- | ------------------------- | ------------ |
| 1993 | 雞   | 南方群星大拜年 | 《欢歌笑语迎新岁》        | 南方唱片机构 |
| 1994 | 狗   | 南方群星大拜年 | 《Happy New Year 發大財》 | 南方唱片机构 |
| 1995 | 豬   | 南方群星大拜年 | 《南方飞跃贺新岁》        | 南方唱片机构 |
| 1996 | 鼠   | 南方群星大拜年 | 《新春组曲》              | 南方唱片机构 |
| 1997 | 牛   | 南方群星大拜年 | 《金獅拜年》              | 南方唱片机构 |
| 1998 | 虎   | 南方群星大拜年 | 《招財進寶》              | 南方唱片机构 |
| 1999 | 兔   | 南方群星大拜年 | 《馬到功成》              | 南方唱片机构 |
| 2000 | 龍   | 南方群星大拜年 | 《千禧庆龙年》            | 南方唱片机构 |
| 2001 | 蛇   | 南方群星大拜年 | 《新年頌》                | 南方唱片机构 |
| 2002 | 馬   | 南方群星大拜年 | 《迎接春福庆丰年》        | 南方唱片机构 |
| 2003 | 羊   | 南方群星大拜年 | 《飞越巅峰大匯演》        | 南方唱片机构 |
| 2004 | 猴   | 南方群星大拜年 | 《年年歡樂年》            | 南方唱片机构 |
| 2005 | 雞   | 南方群星大拜年 | 《喜乐年华》              | 南方唱片机构 |
| 2006 | 狗   | 南方群星大拜年 | 《財來福到》              | 南方唱片机构 |
| 2007 | 豬   | 南方群星大拜年 | 《 新年好日子》           | 南方唱片机构 |
| 2008 | 鼠   | 南方群星大拜年 | 《萬聲祝福》              | 南方唱片机构 |
| 2009 | 牛   | 南方群星大拜年 | 《大地回春迎新年》        | 南方唱片机构 |
| 2010 | 虎   | 南方群星大拜年 | 《大拜年 好幸福》         | 南方唱片机构 |
| 2011 | 兔   | 南方群星大拜年 | 《大慶日》                | 南方唱片机构 |

## 西方世界新年歌曲
18世紀的驪歌《友誼地久天長》成為當今西方世界最常用的跨年歌曲之一。